# Kristiansandsfjorden
58°7′8.6196″N 8°1′44.206″Ø / 58.119061000°N 8.02894611°Ø
Kristiansandsfjorden er fjorden udenfor Kristiansand i Agder fylke, syd i Norge. Lokalt bruges oftest navnet Byfjorden. Det er drøjt 5,5 nautiske mil (10 km) fra Vestre havn i Kristiansand til åbent hav i Skagerrak syd for Oksø og Grønningen fyr. Ved Østre Havn har floden Otra sit udløb
Fjorden er optil 260 meter dyb og det dybeste område midt i sejladsruten var tidligere brugt til dumping af ammunition. På fjordbunden, specielt i de indre dele af fjorden, er det meget forurening fra tidligere tiders virksomhed langs strænderne. Meget af fjordbunden er de senere år blevet tildækket med fyld af sten og sand.
Fjorden har to indløb, Østergapet (gabet på dialekt) mellem Oksøy og Grønningen og Vestergabet mellem Flekkerøy (en ø) og Møvik/Kroodden på fastlandet. Tidligere blev der sagt, at Vestergapet lå mellem Indre og Ytre Flekkerøy og sundet mellem øen og fastlandet var den vigtigste havn langs Skagerrakkysten fra omkring 1550.
Topdalsfjorden er en sidearm af fjorden, som går fra Tovdalselvens munding til Gleodden/Marvika. Fra mundingen ved Kristiansand Lufthavn, Kjevik og Hamresanden og videre indover bruges navnet Ålefjærfjorden. Fra Ålefjær til Gleodden er der 5 nautiske mil.
I området ved Torsviga og Kongsgårdbukta i bydelen Lund (Kristiansand) mellem Marvika og Ringvoldåsen/Ringknuten i Topdalsfjorden bygges for tiden (2011) et nyt havneanlæg for Kristiansand.

## Galleri
- Oksøy fyr, yderst i Østergapet i Kristiansandsfjorden
- Grønningen fyr, ydderst i Østergapet i Kristiansandsfjorden